# Tridens flavus
Tridens flavus là một loài thực vật có hoa trong họ Hòa thảo. Loài này được (L.) Hitchc. miêu tả khoa học đầu tiên năm 1906.

## Hình ảnh

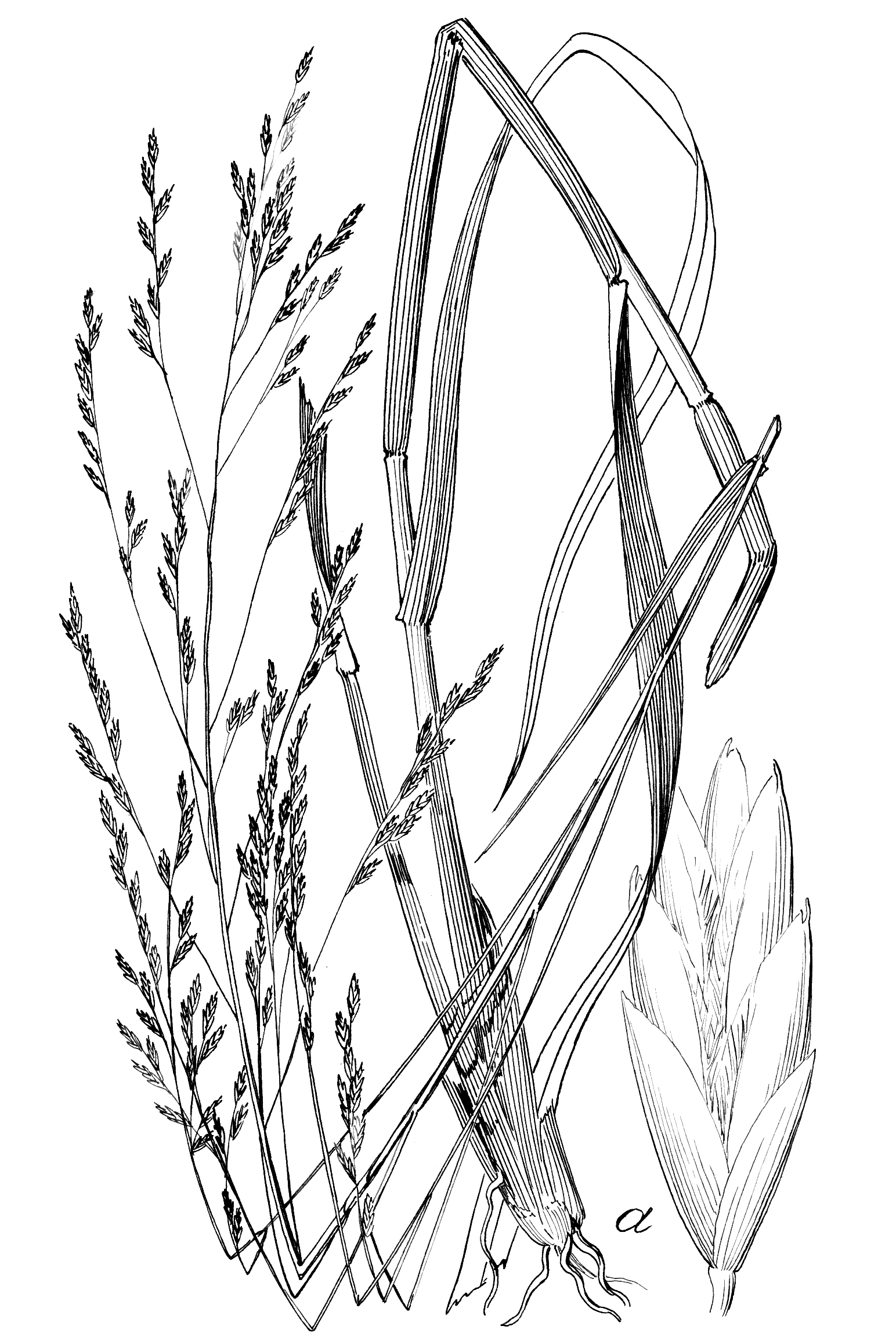
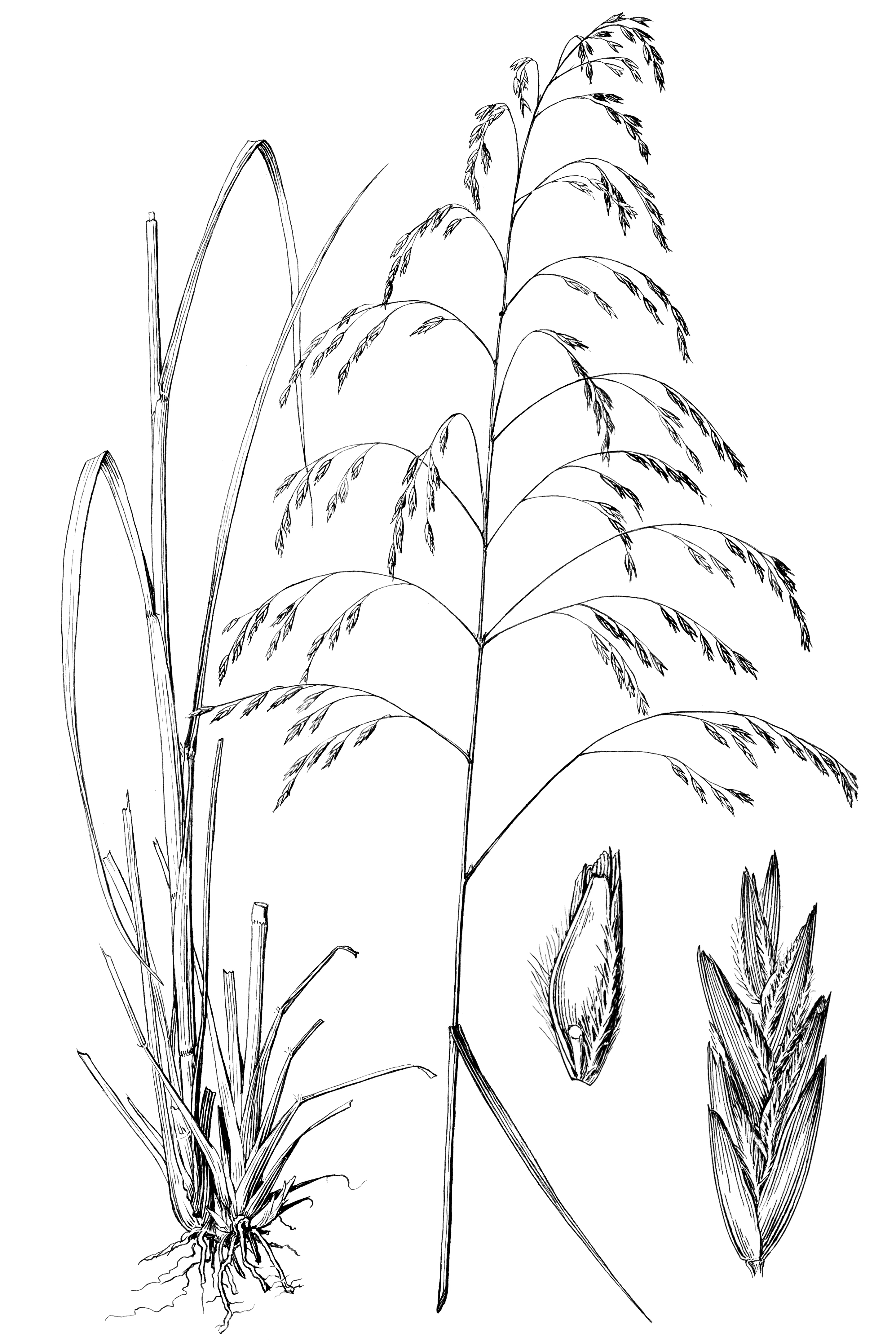